# Metamynoglenes absurda
Metamynoglenes absurda är en spindelart som beskrevs av A. David Blest och Vink 2002. Metamynoglenes absurda ingår i släktet Metamynoglenes och familjen täckvävarspindlar. Inga underarter finns listade i Catalogue of Life.